# 倉本龍彦
倉本 龍彦（くらもと たつひこ、1946年2月9日 - ）は、日本の建築家。北海道出身。

## 経歴
北海道に根ざした建築家。住宅設計を中心に活躍している。
武蔵野美術大学建築学科にて芦原義信に師事。1968年に武蔵野美術大学を卒業。在学中には学業と並行しワンダーフォーゲル部長としても活躍、乗鞍山麓番所にかつて所在した山小屋建設の企画・資金調達の段階から奔走し完成させた。
1971年に倉本GD計画室を設立する。1975年よりネパール王国トリブバン王立大学に講師として招かれる。1979年より道都大学美術学部建築学科講師となり、1982年同美術学部助教授。1984年に倉本たつひこ建築計画室を設立。1990年道都大学美術学部教授を務めた。1993年より同国際建築研究所所長も兼任。1987年には「フラット牧場・親方ん家」にて日本建築学会北海道建築賞受賞するなど多数の受賞がある。現在は、2014年より道都大学名誉教授。
息子の倉本琢は鎌倉市を拠点に活動する建築家。代表作である「たくんち　サッポロ珈琲館月寒店」は、息子の名前に由来している。

## 作品
- ばあちゃん家（北海道ニセコ町）ポンピドゥー・センターに図面所蔵[1]
- たくんち（札幌市月寒・サッポロ珈琲館月寒店）[2]
- 沙羅茶館・さえかちゃん家（北海道・旭川市）
- 鹿追町ピュアモルトクラブハウス（北海道鹿追町）
- おじさん家
- おばさん家
- 山彦さん家
- 海彦さん家
- フラット牧場・親方ん家
- アイシン精機豊頃宿舎
- 雪に埋もれた家（小樽市）[3]

## 受賞歴
- 1987年 日本建築学会北海道建築賞（フラット牧場・親方ん家）
- 1988年 小樽市都市景観賞（小樽運河工藝館）
- 1989年 札幌市都市景観賞（パストラルタウン美しが丘）
- 1993年 日本建築家協会北海道支部第一回ハルニレ賞（えりちゃん家）
- 1996年 グッドデザイン北海道（ソメスサドル）
- 1999年 北海道赤レンガ建築賞（鹿追町ピュアモルトクラブハウス)
- 2004年 公共建築賞優秀賞（鹿追町ピュアモルトクラブハウス）
- 2009年 札幌市都市景観賞（たくんち・サッポロ珈琲館月寒店）[4][5]

他多数

## メディア出演
2003年、朝日放送製作・テレビ朝日系リフォーム番組「大改造!!劇的ビフォーアフター」に、「匠・寒冷地住宅の開拓使」として出演。担当した物件である「雪に埋もれた家」は、「南北リフォームスペシャル」として放送された。

## 著書等
- 新建築住宅特集「設計技術講座」30~34（1988年 - 1996年）